# Кравченко, Владимир Иванович (руководитель колхоза)
Влади́мир Ива́нович Кра́вченко (16 апреля 1941— 7 апреля 2001) — многолетний руководитель колхоза «Коммунист» в селе Матусов Шполянского района Черкасской области. Кавалер двух орденов Ленина (1973, 1977), Трудового Красного знамени (1971), Лауреат Государственной премии СССР в области архитектуры 1990 года, Золотой медали ВДНХ СССР.
После окончания школы пытался поступить в Белоцерковский сельскохозяйственный институт. И ему не повезло — не добрал необходимого количества баллов. После трудовой практики в колхозе Владимир Иванович поступил в Белоцерковский сельскохозяйственный институт на агрономический факультет. Этот институт и факультет закончил его отец Иван Ефимович. После третьего курса перевелся в Украинскую сельскохозяйственную академию г. Киева, которую и закончил он через два года. Молодого специалиста назначили агрономом им. Петровского c.Лебедин Шполянского района. И вскоре судьба его навсегда соединила с Матусовым. Владимир Иванович вспоминал:
Колхоз «Коммунист», как специализированное хозяйство по откорму КРС, закупал в колхозах района на доращивание телят в возрасте 3 месяца, позже — один месяц, а еще позже — 20-дневного возраста. Животноводческие помещения постепенно заполнялись животными. В 10-й пятилетке было более 10 тыс. голов КРС. Все работы на фермах были полностью механизированные. Появились значительные прибыли от животноводства. Уже в конце восьмой пятилетки создались необходимые условия для начала социально-культурного строительства на селе. Был составлен и детально обсужден на заседании правления колхоза и парткома, а затем утвержден общим собранием колхозников генеральный план социально-культурного строительства центра села за счет средств колхоза.